# سماتیلید
سماتیلید (به انگلیسی: Sematilide) با فرمول شیمیایی C۱۴H۲۳N۳O۳S یکی از داروهای ضد آریتمی با شناسه پاب‌کم ۵۸۵۰۵ است. که جرم مولی آن ۳۱۳٫۴۲ g/mol می‌باشد. 